# Šaban Bajramović
Šaban Bajramović, cyr. Шабан Бајрамовић (ur. 16 kwietnia 1936 w Niszu, zm. 8 czerwca 2008 tamże) – serbski piosenkarz pochodzenia romskiego.

## Życiorys
Jego kariera muzyczna rozpoczęła się w więzieniu, gdzie trafił za dezercję z armii jugosłowiańskiej. Sąd wojskowy skazał go na 5,5 roku więzienia. Karę odbywał na wyspie Goli Otok, gdzie przetrzymywano jugosłowiańskich więźniów politycznych. Tam też Bajramović został członkiem orkiestry więziennej, grywał najczęściej standardy Franka Sinatry i Johna Coltrane’a. W tym czasie też nauczył się pisać i czytać. Po opuszczeniu więzienia w 1961 powrócił do Niszu, gdzie śpiewał w miejscowych kawiarniach. Odkryty przez pochodzącego ze Słowenii Jure Robežnika w 1964 nagrał swoją pierwszą płytę.
Mimo iż od lat 60. był jednym z najbardziej rozpoznawalnych piosenkarzy w Serbii, mieszkał nadal w cygańskim osiedlu, na przedmieściach Niszu.
Wydał łącznie 20 albumów, napisał ponad 700 piosenek. Wystąpił w czterech filmach fabularnych. Zmarł na atak serca. W jego pogrzebie wzięło udział 10 tys. osób, w tym prezydent Serbii Boris Tadić i b. premier Zoran Živković. W 2010 odsłonięto w Niszu pomnik artysty.

## Role filmowe
- 1982: Nedeljni ručak jako pieśniarz
- 1987: Anđeo čuvar jako ojciec Sajina
- 1997: Cygańska magia jako Omer
- 1998: Czarny kot, biały kot jako pieśniarz